# Kambele
Kambélé est une cité minière (or, diamant) du Cameroun située dans la région de l'Est et le département de la Kadey, à proximité de la frontière avec la République centrafricaine. Elle fait partie de l'arrondissement (commune) de Batouri.

## Population
Kambélé comprend en réalité trois villages : Kambélé Ier, II et III.
Kambélé Ier
Le village comptait 651 habitants lors du recensement de 2005. Ils sont principalement Kako, également Baya et Haoussa. Sur le plan religieux, ce sont des presbytériens, des adventistes ou des musulmans. On y dénombre 17 lignages.
Kambélé II
Le village comptait 890 habitants en 2005. Ils sont Kako, Bororo, Haoussa, Mésimé, Maka, Boulou ou Bamiléké. Sur le plan religieux, ce sont des presbytériens, des adventistes, des catholiques, des baha'is ou des musulmans. On y dénombre 7 lignages.
Kambélé III
Le village comptait 555 habitants en 2005. Ils sont Kako, Foulbé ou Bamiléké. Sur le plan religieux, ce sont des presbytériens, des adventistes, des catholiques ou des musulmans. On y dénombre 5 lignages.  

## Économie
Même si l'agriculture est également pratiquée (Kambélé I), la plupart des activités sont liées au travail de la mine, surtout artisanal et informel. Des prospections pour l'or et le diamant ont été menées par African Aura Resources, une société d’exploration minière basée au Royaume-Uni et implantée au Cameroun en 2006.
Un marché se tient le vendredi à Kambélé II et tous les jours à Kambélé III. Il n'y en a pas à Kambélé I.